# مانويل موسكيرا
مانويل موسكيرا (بالإسبانية: Manuel Mosquera)‏ هو لاعب كرة قدم بنمي في مركز الهجوم، ولد في 14 أكتوبر 1984 في مدينة بنما في بنما. شارك مع منتخب بنما لكرة القدم. أما مع النوادي، فقد لعب مع بلازا أمادور وريونيغرو أغيلاس ونادي ديبورتيفو أراب يونيدو ونادي فيكتوريا.

## وصلات خارجية
- مانويل موسكيرا على موقع قاعدة بيانات كرة القدم.إي يو (الإنجليزية)
- مانويل موسكيرا على موقع ناشيونال فوتبول تيمز (الإنجليزية)
- مانويل موسكيرا على موقع Soccerway.com (الإنجليزية)